# Neuvillalais
Neuvillalais é uma comuna francesa na região administrativa do País do Loire, no departamento de Sarthe. Estende-se por uma área de 19 km². Em 2010 a comuna tinha 604 habitantes (densidade: 31,8 hab./km²).